# Question du Luxembourg
Ne doit pas être confondu avec Crise luxembourgeoise.

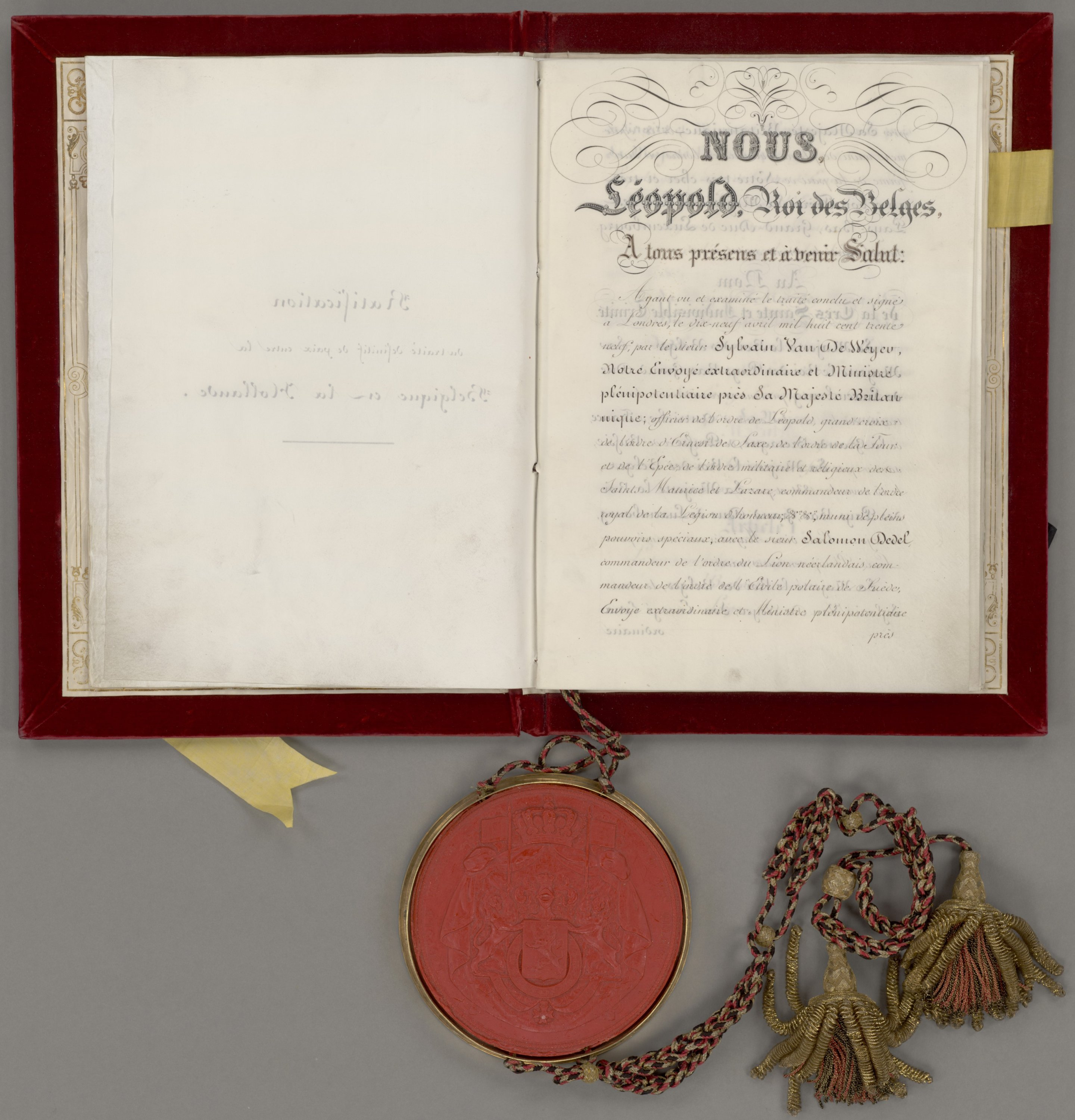
Le traité des XXIV articles, signé le 19 avril 1839 marqua officiellement la scission du Luxembourg et la fin de la question du rattachement du Luxembourg à la Belgique.

La question du Luxembourg désigne la question de l’appartenance du Luxembourg à différents états voisins lors de plusieurs périodes de son histoire et traite, plus globalement, de l'indépendance du Luxembourg.
L’évolution territoriale du Luxembourg et ses trois partitions au cours du temps montrèrent l’intérêt de différentes puissances et maisons européennes pour ce qui fut le comté, duché puis Grand-duché de Luxembourg, état niché entre l’actuelle Allemagne, la Belgique et la France.

## Contexte
Après la chute du Premier Empire de Napoléon Bonaparte, qui avait annexé les Pays-Bas autrichiens dont faisait partie l'ancien duché de Luxembourg, les puissances européennes victorieuses se réunissent lors du congrès de Vienne pour redessiner les cartes de l'Europe. Souhaitant disposer d'un rempart contre les éventuelles nouvelles ambitions expansionnistes françaises, elles décident la création d'un nouveau royaume devant servir d'état-tampon entre la France et la Prusse. C'est ainsi que, le 15 mars 1815, le royaume uni des Pays-Bas voit le jour avec, comme souverain, Guillaume Ier de la maison d'Orange-Nassau. En plus de ce royaume, Guillaume reçoit de nouveaux territoires à titre personnel et héréditaire, en échange de la cession à la Prusse des principautés d'Orange-Nassau, situées près de Coblence. Ces nouvelles possessions, situées directement au sud de son royaume, sont réunies sous la forme d'un grand-duché : le grand-duché de Luxembourg. Celui-ci est également rattaché à la confédération germanique, ce qui permet notamment à la Prusse d'obtenir le droit de garnison de son armée dans la puissante forteresse de Luxembourg. Guillaume 1er devient donc grand-duc du Luxembourg et roi des Pays-Bas, les deux territoires formant alors une union personnelle.

## 1830-1839: la Belgique

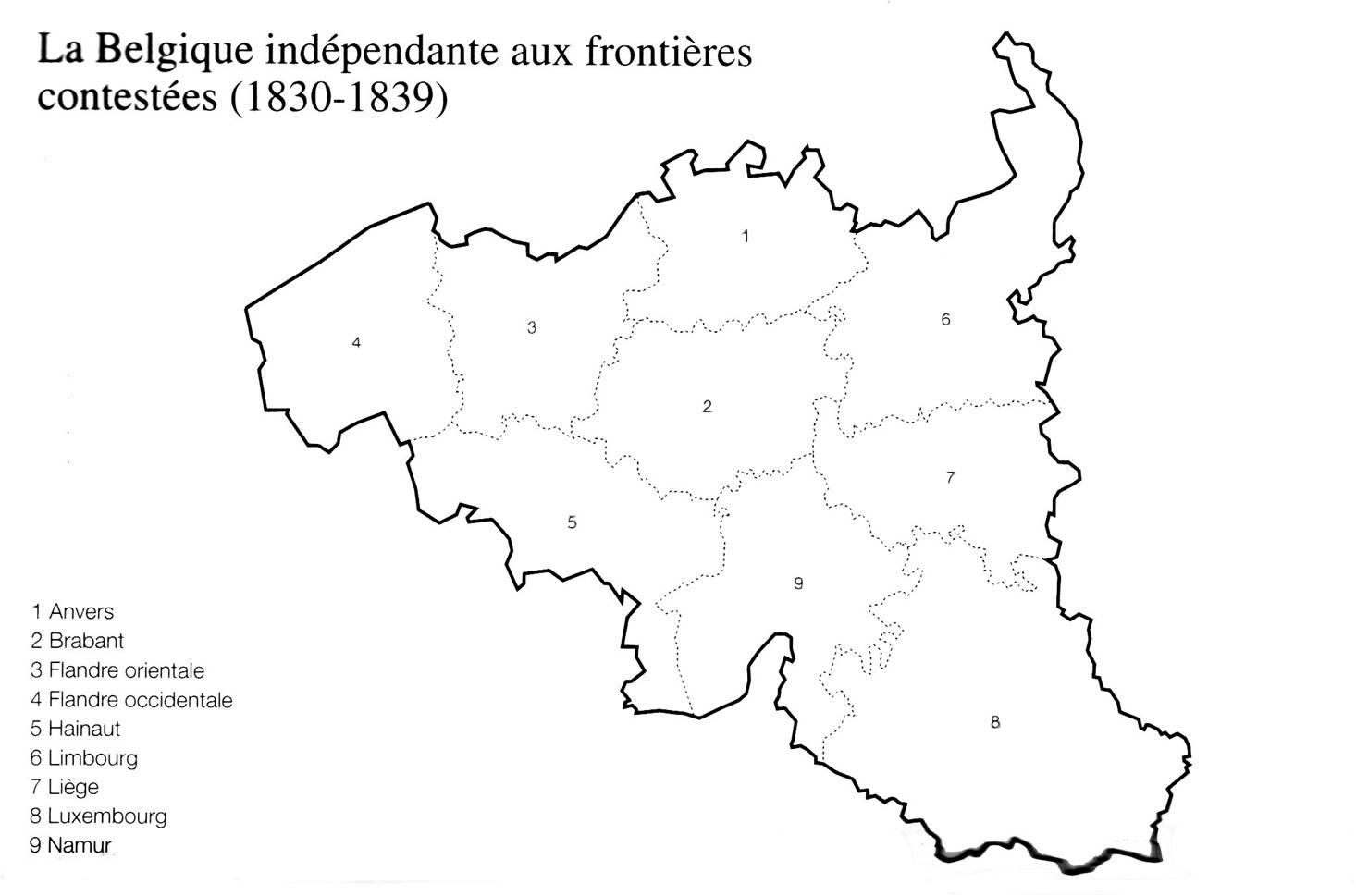
Les frontières de la Belgique au lendemain de son indépendance, après l'annexion du Luxembourg du 16 octobre 1830.

Le peuple luxembourgeois s'étant massivement joints à la cause de la révolution belge contre Guillaume Ier, alors conjointement roi des Pays-Bas et grand-duc de Luxembourg, la Belgique avait déclaré l'annexion du Grand-duché dès le 16 octobre 1830 et envisageait d'en faire sa neuvième province : la province de Luxembourg. Toutefois, outre un bastion orangiste dans la ville de Luxembourg, la forteresse de Luxembourg empechait ces desseins en abritant, d'une part, une garnison des forces armées néerlandaises et, surtout, d'autre part, une garnison de l'armée prussienne, en vertu de l'appartenance du Grand-duché à la Confédération germanique.
D'abord clairement réfutée, l'annexion du Grand-duché par la Belgique est finalement envisagée par les puissances européeenes réunies lors de la conférence de Londres, au moyen d'un rachat. Toutefois, après la Campagne des Dix-Jours dont la Belgique ressort gravement décrésibilisée, le traité des XVIII articles lance les prémisces de la scission du Luxembourg en définissant la future frontière entre les deux états. Ce traité n'étant pas signé par Guillaume Ier, la Belgique continua d'administrer le Luxembourg depuis Arlon, désignée comme nouveau chef-lieu et où officie le « gouverneur de la province de Luxembourg », en parallèle à l'administration orangiste, orchestrée par le gouverneur du Luxembourg depuis Luxembourg-ville, toujours capitale du Grand-duché.
Ce n'est que lors de la reconnaissance officielle de l'existence de la Belgique par les Pays-Bas et de la séparation de ces deux états que la frontière établie en 1831 fut reprise dans le traité des XXIV articles, signé le 19 avril 1839, qui acte définitivement la scission du Luxembourg et met fin à la question de l'appartenance du Grand-duché, qui retourne sous la souveraineté de Guillaume Ier et de la maison d'Orange-Nassau lors de la signature du traité des XXIV articles du 19 avril 1839.

## 1914-1919: l’Allemagne et le Belgique

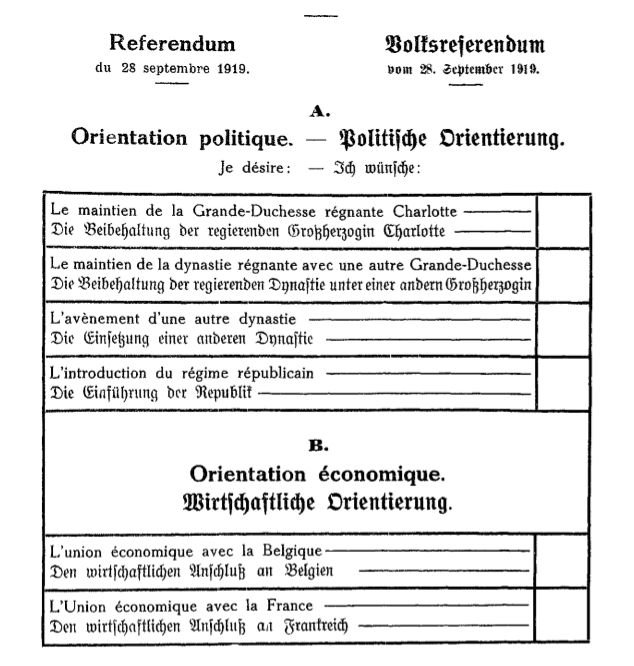
Bulletin de vote du référendum luxembourgeois de 1919.

Lors de la Première Guerre mondiale, le Septemberprogramm du Chancelier fédéral d'Allemagne Theobald von Bethmann Hollweg, prévoit une intégration du grand-duché en tant que Bundesland dans le Deuxième Reich. À partir de 1915, une administration militaire allemande (Militärverwaltung) cohabite avec des autorités civiles luxembourgeoises. 5 000 soldats allemands sont alors stationnés dans le pays sous le commandement de Richard Karl von Tessmar (lb). Afin d'affirmer l'indépendance du Luxembourg et de ménager l'opinion publique, les députés de la Chambre préfèrent parler d’« occupation pacifique ». Les contacts rapprochés entre la grande-duchesse Marie-Adélaïde et les autorités allemandes lui valent les fodures des Luxembourgeois et de la classe politique. cela la contraint d'abdiquer le 9 janvier 1919.
Après l'armistice du 11 novembre 1918 la Belgique, dans le camp des vainqueurs, cherche à obtenir des compensations pour les pertes et les dégâts subis lors de l'occupation. Le royaume affiche son désir de réunir les « deux Luxembourg » en annexant le grand-duché comme elle l'avait fait en 1830 et après que ce dernier n'ait été scindé en deux par le traité des XXIV articles du 19 avril 1839. Le gouvernement belge cherche l'appui de la France dans ses desseins et obtient, dans un premier temps, celui du ministre des Affaires étrangères, Alexandre Ribot. Toutefois, le gouvernement Clemenceau se montre, par la suite, plus réservé. Côté luxembourgeois, un référendum populaire est lancé le 28 septembre 1919 avec, parmi les six questions posées, celle à propos de l'« avènement d'une autre dynastie », visant clairement la monarchie belge et le potentiel rattachement à la Belgique du roi Albert Ier. Une autre interroge les Luxembourgeois quant au pays avec lequel ils souhaiteraient créer une union économique, le choix se posant entre la Belgique ou la France. Celle-ci sera signée avec la Belgique le 25 juillet 1921 après que le royaume n'ait cessé ses ambitions de réunification, perçues de l'autre côté de la frontière comme des « velléités annexionnistes ». La Belgique, quant à elle, obtint finalement comme compensation de l'Allemagne les cantons de l'Est, majoritairement germanophones et rattachés à la province de Liège.